# Marktbrunnen (Balingen)

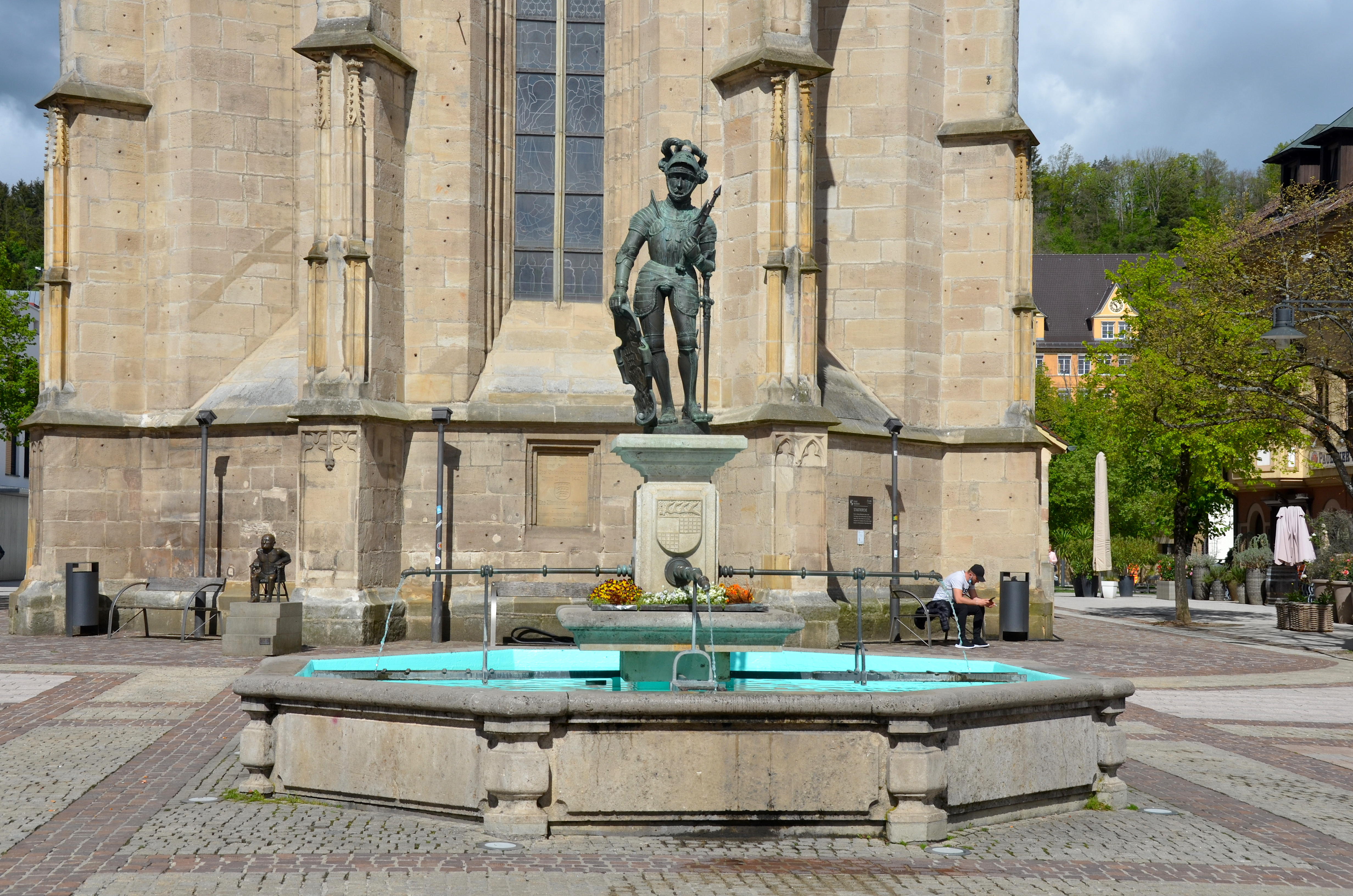
Marktbrunnen in Balingen

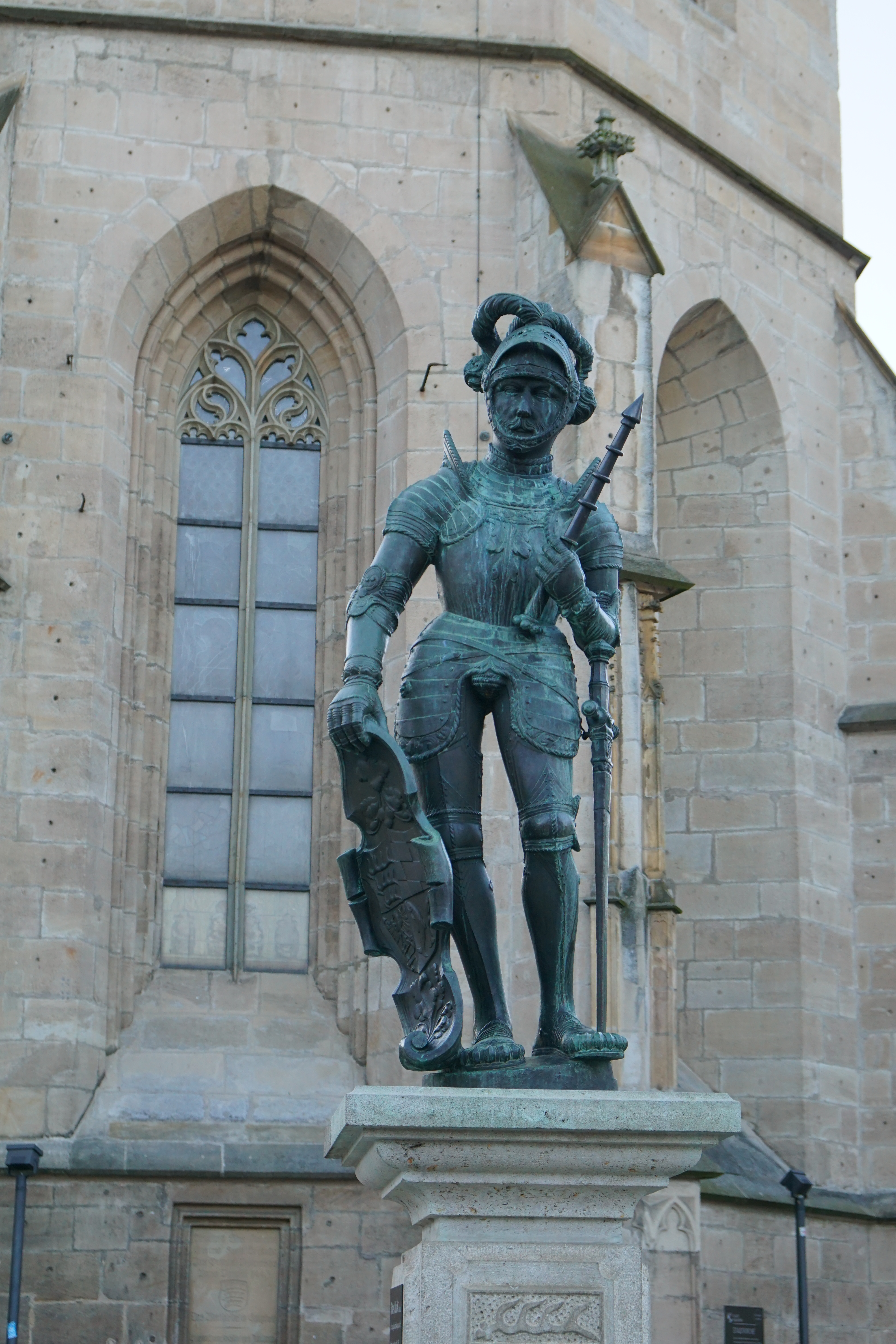
Ritterfigur

Der Marktbrunnen in Balingen, der großen Kreisstadt des Zollernalbkreises in Baden-Württemberg, wurde um 1550 errichtet. Der Brunnen vor der Stadtkirche auf dem Marktplatz ist ein geschütztes Kulturdenkmal.
Der Brunnen wurde als sichtbares Zeichen der Zugehörigkeit der Stadt zu Württemberg aufgestellt. In der Mitte des achteckigen Steintrogs steht auf einem Sockel eine Ritterfigur mit einem herzoglich-württembergischen Wappenschild.
Die Bronzefigur von 1950 ist eine Kopie einer Steinfigur des 16. Jahrhunderts, die in der Balinger Zehntscheuer aufbewahrt wird. Die anonyme Figur wird von den Balingern auch als „Ulrich“ bezeichnet und gerne mit Herzog Ulrich identifiziert.